# 哈罗德·保罗·里科
哈罗德·保罗·里科（英語：Harold Paul Rico；1925年4月29日—2004年1月14日）是一位前联邦调查局探员。1968年他诬陷四名无辜的男子为杀人犯，使得他们被不公正地囚禁数十年。里科因此在2003年被指控谋杀。
里科1925年出生于波士顿，后来自波士顿学院毕业，获得历史学学士学位。1951年时年26岁的里科加入FBI并继续在波士顿地区工作。他在冬山帮中有数名线人。1956年他在里维尔的一间酒吧中认出了伪装身份的帮派分子“白毛”巴尔杰并将其逮捕。

## 迪根谋杀案
1965年，里科得知帮派分子爱德华·迪根被冬山帮成员文森特·詹姆斯·弗莱密的人杀死。然而当乔·巴博萨在法庭上指证彼得·利莫内、亨利·塔梅利奥、乔·萨尔凡提和路易斯·格莱科等四人为凶手时，里科并没有站出来为他们伸冤，导致塔梅利奥和格莱科分别于1985年和1995年在监禁中去世。 萨尔凡提和利莫内相对幸运一点，于1997年和2001年被分别释放。事发之后，里科于2003年10月在众议院司法委员会的听证会上就这一举动冷漠地回应说：“你想要我的眼泪吗？”
2007年7月26日波士顿地区法官南希·戈特纳判决本案的四位被告人获得共计1.017亿美元的赔偿。

## 帕特里亚尔卡家族谋杀案的审判
里科被指控于1970年在帕特里亚尔卡家族首领雷蒙德·帕特里亚尔卡涉嫌的一起谋杀案中与证人“红色的”约翰·凯利串供。凯利是一名爱尔兰帮派分子，也是帕特里亚尔卡家族的外围成员。当时的被告除了雷蒙德之外，还有莫里斯·勒纳，罗伯特·费尔布拉泽，约翰·罗西和鲁道夫·沙阿等四人，他们被指控1968年用散弹枪打死了鲁道夫·马菲奥和安东尼·梅雷。 凯利作证说，他被勒纳雇为杀手，与后者一同制造了这起谋杀案。 在审判后，他作为污点证人受到了联邦证人保护。
帕特里亚尔卡和他的同伙因此被判预谋杀人罪成立，各被处有期徒刑十年；作为谋杀实施者的勒纳谋杀罪成立，额外加判了两个无期徒刑，并且刑期不得互相抵消。 陪审团无法就其他四人的谋杀罪达成共识。后来凯利作伪证一事事发，与其串供的里科也被牵扯出来。罗德岛高等法院因此于1988年撤销了勒纳的判决并下令重審案件。

## 谋杀指控和去世
2003年10月9日，里科被指控为1981年5月27日百万富翁罗杰·惠勒被杀一案的同谋。其他的被告包括白毛巴尔杰和斯蒂芬·弗莱密。
2004年1月16日，里科在案件宣判之前去世于塔尔萨的一家医院里，終年78岁。